# Anderson Silva
Anderson da Silva (San Paolo, 14 aprile 1975) è un ex artista marziale misto ed ex pugile brasiliano.
Dopo aver combattuto in Giappone per le federazioni Shooto e Pride, tra il 2006 e 2020 ha raggiunto l'apice della propria fama militando nella promozione statunitense UFC, della quale è stato campione dei pesi medi dal 2006 al 2013. Detiene il record per la più lunga serie di vittorie consecutive (sedici) nella storia della UFC e durante gli anni da campione era unanimemente considerato il suo lottatore più forte pound for pound, tanto che lo stesso presidente Dana White e numerose testate e siti specializzati lo hanno definito "il migliore lottatore di arti marziali miste di tutti i tempi", sebbene ancora oggi il dibattito sia aperto.
È stato premiato come Fighter of the Year ai Fighters Only World MMA Awards nel 2008.
Conclusa la carriera nelle arti marziali miste si è dedicato al pugilato professionistico, disciplina già praticata occasionalmente nel 1998 e nel 2005.

## Caratteristiche tecniche
Indicato da molti come uno dei migliori lottatori di MMA di tutti i tempi, Silva basa la sua tecnica di combattimento principalmente su un attacco fulmineo esaltato da un jab veloce e da una buona tecnica nei calci, con continui movimenti di allontanamento e avvicinamento all'avversario; è inoltre considerato uno specialista del contrattacco, in quanto attende spesso l'iniziativa dell'avversario per poi sorprenderlo.
Seppur noto principalmente per la sua tecnica di combattimento in piedi, Silva ha dimostrato di essere un più che valido lottatore di jiu jitsu brasiliano arrivando a sottomettere forti wrestler come Chael Sonnen e Dan Henderson.

## Biografia
Nonostante sia principalmente noto per le sue abilità nella Muay thai e nel Taekwondo, Silva detiene anche una cintura nera in BJJ conferitagli nel 2006 da Antônio Rodrigo Nogueira. Ha iniziato con le arti marziali a quattordici anni praticando taekwondo, ottenendo la cintura nera in questa disciplina quattro anni dopo. È anche cintura nera di Judo. Ha inoltre praticato il Wing Chun, utilizzando molte movenze e tecniche di tale disciplina durante i combattimenti.
Silva fu membro della Chute Boxe ma in seguito la lasciò per formare la Muay Thai Dream Team; alla fine del novembre 2006 passò alla Black House con Lyoto Machida, Vítor Belfort, Assuerio Silva e i fratelli Antônio Rodrigo Nogueira e Antônio Rogério Nogueira. Il 16 maggio 2008 Silva e Minotauro Nogueira inaugurarono l'accademia Team Nogueira MMA Academy a Miami, in Florida.
Silva ha quattro figli.

### Carriera nelle arti marziali miste
Silva iniziò la sua carriera nelle MMA combattendo nella organizzazione brasiliana "Mecca". Silva fu sconfitto al suo match di esordio contro Luiz Azeredo per decisione non unanime dei giudici. Dopo questo primo incontro, egli vinse i successivi nove incontri consecutivamente; di questi, sei furono vinti per sottomissione dell'avversario o KO tecnico. Dopo la sua prima vittoria in Giappone, Silva affrontò l'allora campione dell'organizzazione Shooto Hayato Sakurai il 26 agosto 2001: Silva sconfisse Sakurai per decisione unanime dei giudici dopo tre riprese di combattimento e divenne il nuovo campione dei pesi medi Shooto ed il primo atleta a battere Sakurai, imbattuto nei precedenti venti incontri.

#### Pride Fighting Championships e Cage Rage (2002-2005)
Nel 2002, Silva iniziò a combattere nella Pride. Nel suo primo incontro in questa associazione egli batté Alex Stiebling per stop medico dovuto ad un taglio provocato all'avversario da un suo calcio alla testa. Nel successivo match vinse per decisione dei giudici contro Alexander Otsuka noto come "Diet Butcher". Al Pride 25 Silva affrontò l'ex campione dei pesi welter UFC Carlos Newton: Newton cercò di effettuare un takedown ma fu colpito da una ginocchiata volante di Silva, cadde a terra e Silva finì l'incontro colpendo Newton fino a che l'arbitro fermò la sfida decretando la vittoria di Silva per KO tecnico.
Al Pride 26 Silva affrontò Daiju Takase: dato lo scarso record di vittorie di Takase (solo quattro vittorie e sette sconfitte) egli era dato per sfavorito, ma sorprendentemente, dopo aver dominato con atterramenti, posizioni di monta e ground and pound, Takase finalizzò Silva con uno strangolamento a triangolo alla fine del primo round.
Dopo la sconfitta, Silva combatté in altre associazioni in giro per il mondo. Il 27 giugno, 2004, Silva lottò contro Jeremy Horn vincendo per decisione dei giudici. Tre mesi dopo, Silva fece il suo debutto del circuito Cage Rage in Inghilterra. Al Cage Rage 8 Silva sconfisse Lee Murray per decisione dei giudici, vincendo il titolo dei pesi medi Cage Rage.
Il 31 dicembre di quell'anno Silva ritornò al Pride per affrontare Ryo Chonan. Silva stava controllando l'incontro con un atterramento dell'avversario ed una posizione di triangolo addominale nel primo round. Chonan rispose alle ginocchiate di Silva con altrettante ginocchiate e atterramenti. Nonostante egli fosse considerato sfavorito, Chonan riuscì a sottomettere Silva con una leva alla gamba volante nel terzo round.
Nel 2005 e 2006 difese per tre volte il titolo Cage Rage contro Jorge Rivera, Curtis Stout e Tony Fryklund, e prese parte al torneo Rumble on the Rock negli Stati Uniti dove venne subito eliminato per squalifica in un match contro il suo futuro rivale in UFC Yushin Okami.

#### Ultimate Fighting Championship
Silva debuttò in UFC il 28 giugno 2006 a UFC Fight Night 5, contro il quotato Chris Leben, che al tempo cavalcava una striscia di cinque vittorie consecutive: sebbene Leben nel pre-match era sicuro di mettere KO il brasiliano fu invece Silva a stendere lo statunitense, con una ginocchiata al viso nel primo round.

##### Campione dei pesi medi (2006-2013)
Silva acquisì subito notorietà negli Stati Uniti e a furor di popolo grazie ad un sondaggio tra i fan gli venne subito data la possibilità di sfidare il campione in carica Rich Franklin, incoronato campione nel 2005 e con un record personale di 22-1, dove l'unica sconfitta fu per mano del compagno di squadra di Silva Lyoto Machida. I due si affrontarono il 14 ottobre in occasione di UFC 64.
Silva sorprese tutti dominando Franklin con il suo clinch e assestando delle potentissime ginocchiate che misero KO il campione in carica rompendogli anche il naso: il brasiliano divenne così il quinto campione dei pesi medi nella storia dell'UFC.
Il 3 febbraio 2007 avrebbe dovuto difendere per la prima volta il suo titolo a UFC 67, contro il vincitore della quarta stagione del reality show The Ultimate Fighter Travis Lutter, ma quest'ultimo fallì il peso e di conseguenza l'incontro venne dichiarato non valevole per la cintura di campione: nonostante Lutter fosse una cintura nera di jiu jitsu brasiliano e Silva apparentemente debole nella lotta a terra fu proprio Lutter a finire sottomesso con uno strangolamento triangolare.
Tornò sull'ottagono pochi mesi dopo, il 7 luglio a UFC 73, quando difese per la prima volta il titolo contro il talentuoso ex campione Pancrase Nate Marquardt, vincendo per KO tecnico nel primo round.
A UFC 77, evento tenutosi il 27 ottobre, bissò la difesa del titolo nel rematch contro l'ex campione Rich Franklin, che stese davanti al pubblico di Cincinnati, città natale dello statunitense.
Nel 2008 con l'acquisizione della Pride da parte dell'UFC Silva fu coinvolto nell'unificazione della sua cintura dei pesi medi con quella dei pesi welter Pride, alla quale ambì anche Silva nei primi anni 2000, detenuta dal forte wrestler Dan Henderson. Il match si svolse il 1º marzo a UFC 82: Silva vinse per sottomissione, divenendo campione assoluto dei pesi medi.
Successivamente combatte un incontro di pesi mediomassimi contro l'ex campione WEC James Irvin, vincendo per KO in un minuto.
Verso la fine dell'anno combatté per il titolo contro il campione canadese Patrick Côté, vincendo a causa di un infortunio capitato ad una delle gambe dell'avversario durante il terzo round; fu il primo incontro nel quale Silva venne apertamente criticato per la sua tattica di combattimento troppo elusiva e provocatoria.

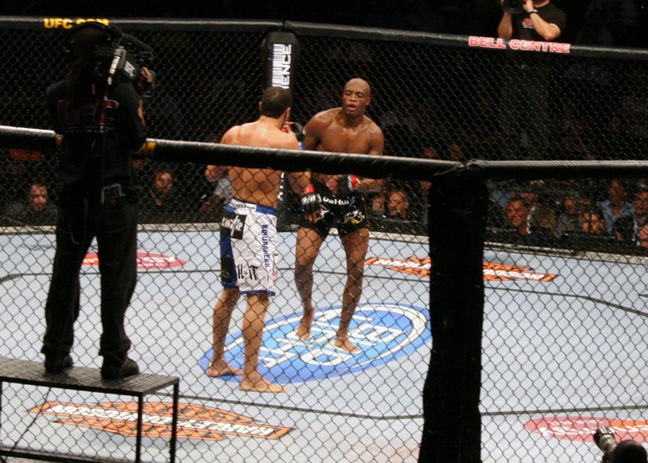
Silva impegnato nell'ottagono contro il connazionale Thales Leites all'evento UFC 97

Nel 2009 difese il titolo per la quinta volta contro l'esperto di jiu jitsu brasiliano Thales Leites in un altro frustrante incontro che durò per tutti e cinque i round e che venne fischiato dal pubblico; al termine della gara i giudici decretarono all'unanime la vittoria di Silva, ma anche Dana White si lamentò per la performance del campione, benché lo considerasse ancora il lottatore più forte del mondo pound for pound.
Lo stesso anno prese parte ad un altro incontro nei pesi mediomassimi contro il top 5 di categoria ed ex campione Forrest Griffin, annichilendolo nel terzo round con delle eccezionali schivate ed un jab molto preciso; dopo quell'incontro girarono voci infondate riguardo ad un possibile passaggio permanente di Silva nei pesi mediomassimi, ma tali voci vennero smentite.
Nel 2010 Silva avrebbe dovuto difendere il titolo contro l'ex campione dei mediomassimi Vítor Belfort, ma prima il lento recupero da un'operazione chirurgica di Silva e poi un infortunio capitato al rivale causarono l'annullamento del match e quindi il campione dovette affrontare il fuoriclasse della lotta a terra Demian Maia negli Emirati Arabi Uniti per difendere la propria cintura: la prestazione di Silva fu imbarazzante in quanto ripetutamente insultò il proprio connazionale durante l'incontro che fu molto noioso e terminò con la vittoria ai punti del campione.
Il 7 agosto 2010 Silva affrontò a UFC 117 l'esperto di lotta libera Chael Sonnen, il quale nei giorni precedenti diede spettacolo con il suo noto trash-talking che fu diretto non solo contro Silva ma anche contro il suo allenatore Antônio Rodrigo Nogueira, contro molti altri lottatori brasiliani dell'UFC e contro il Brasile in generale; Sonnen fece valere il suo eccezionale wrestling e Silva non si trovò mai così in difficoltà dal suo esordio in UFC, subendo il grappling dell'avversario per tutto il match e arrivando al quinto ed ultimo round con alle spalle quattro round sicuramente persi ai punti: in un incontro ormai apparentemente perso a meno di due minuti dal termine Silva tirò fuori dal cilindro uno strangolamento triangolare che non lasciò scampo al lottatore statunitense; dopo la vittoria si venne a sapere che Anderson Silva lottò con una costola infortunata e Sonnen venne trovato positivo al test anti-doping; tale combattimento venne premiato Fight of the Year ai Fighters Only World MMA Awards nel 2010.

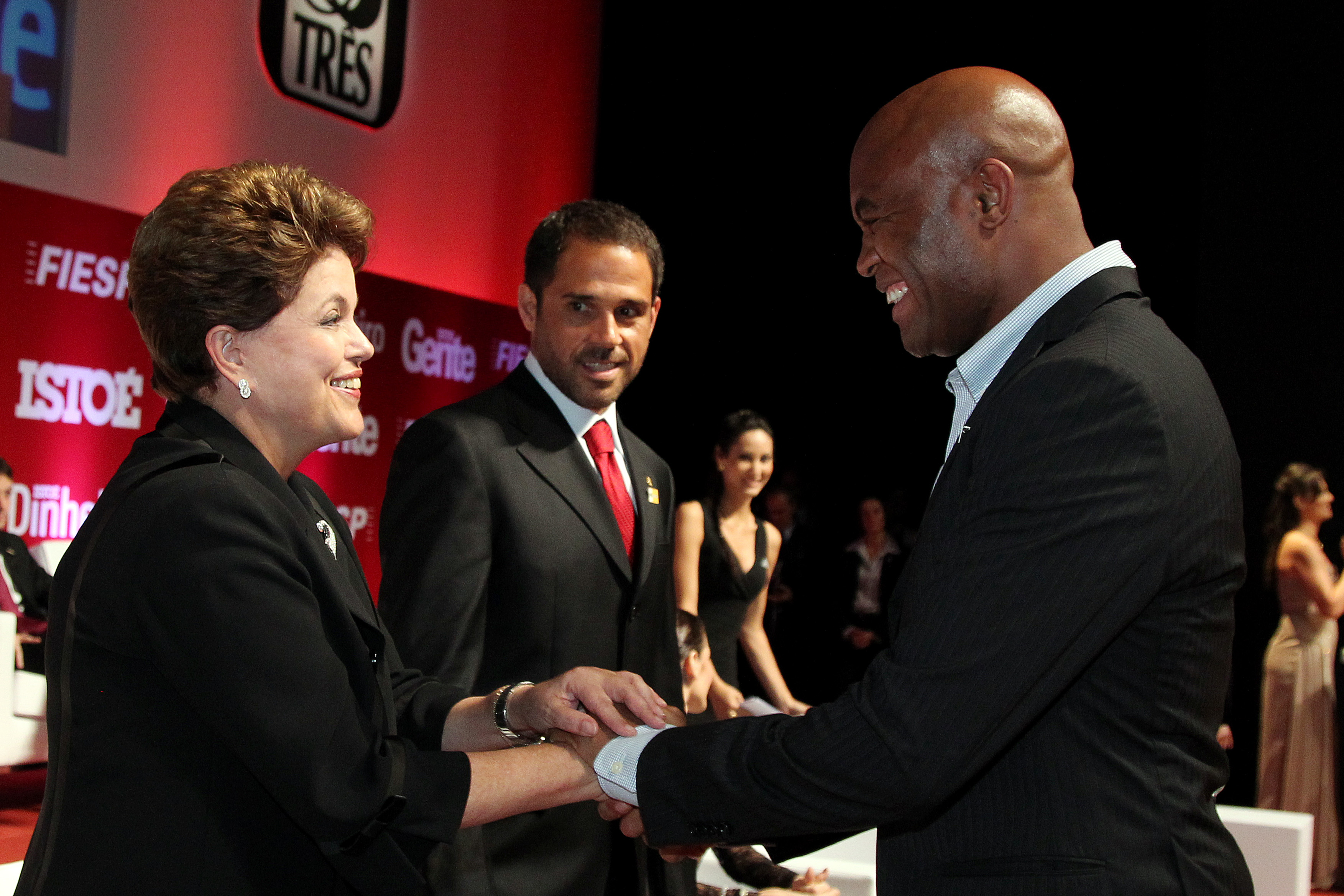
Silva e la presidente brasiliana Dilma Rousseff nel 2011

Silva tornò dall'infortunio solo il 5 febbraio 2011, quando affrontò il connazionale ed ex campione dei mediomassimi Vítor Belfort a UFC 126: difese per l'ottava volta il titolo con un KO nel primo round grazie ad uno spettacolare calcio frontale, dando per la prima volta a Belfort il dispiacere di una sconfitta per KO; quel knock-out venne premiato KO of the Year ai Fighters Only World MMA Awards del 2011.
Il 27 agosto difese la cintura contro il giapponese Yushin Okami all'evento UFC 134, con un KO tecnico nel secondo round e vendicando quindi una delle sue quattro sconfitte in carriera.
L'attesissima rivincita tra il campione brasiliano e l'insolente Chael Sonnen avrebbe dovuto tenersi in uno stadio di calcio in Brasile con l'evento UFC 147, ma invece venne spostato negli Stati Uniti con l'evento UFC 148: questa volta Silva vinse più agevolmente per KO tecnico alla seconda ripresa.
Durante l'anno si parlò molto del possibile ritiro di Anderson Silva e di improbabili superfight contro il campione dei pesi welter Georges St-Pierre ed il campione dei pesi mediomassimi Jon Jones, ed invece Silva combatté un altro incontro non per il titolo come peso massimo leggero contro Stephan Bonnar in Brasile, vincendo agevolmente per KO tecnico e pensionando il suo avversario, ritiratosi un mese dopo l'incontro.

##### Perdita del titolo e infortunio (2013)
Tra la sorpresa generale, la striscia di imbattibilità di Anderson Silva si concluse il 6 luglio 2013 a UFC 162, quando The Spider affrontò Chris Weidman, un lottatore statunitense specialista nel wrestling e nelle prese. L'incontro si aprì con un atterramento ai danni di Silva, con conseguente ground and pound da parte di Weidman. I due tornarono a combattere in piedi dopo il tentativo sfumato di ankle lock da parte dello sfidante. La fine della prima ripresa e l'inizio della seconda furono caratterizzati dalle azioni spettacolari del campione dei pesi medi UFC che, in continuazione, inveiva ed urlava all'avversario di attaccarlo con più decisione e cattiveria. Weidman non si deconcentrò e, nel bel mezzo di una delle innumerevoli "sceneggiatine" di Silva, riuscì a connettere con un gancio sinistro che mise a terra il campione e sancì la fine dell’incontro per KO. Nell'intervista post-lotta, l'ex campione Anderson Silva dichiarò di essere stanco, di aver lottato a lungo e di non voler una rivincita, riconoscendo più volte che Chris Weidman era più forte di lui. Successivamente aggiunse di voler combattere ancora nella UFC ma solo in incontri meno importanti.
Il 28 dicembre Silva ebbe la possibilità di un nuovo incontro per il titolo con l'evento UFC 168: Weidman vs. Silva 2 tenutosi ancora una volta a Las Vegas. Silva patì ancora una volta l'ottima lotta di Weidman nella prima ripresa; nei primi minuti della seconda ripresa, un calcio basso di Silva, che Weidman parò con il suo ginocchio, causò la frattura di tibia e perone del brasiliano. Questo grave infortunio obbligò subito l'ex campione a dare forfait, il che ne sancì la sconfitta per KO tecnico: poco dopo il match fu necessario un intervento chirurgico per ridurre la frattura e stabilizzare la situazione.

##### Ritorno dall'infortunio e dopaggio (2014-2017)
Anderson Silva torna a combattere dopo il tremendo infortunio il 31 gennaio del 2015 in un superfight contro l'ex campione dei pesi welter Strikeforce Nick Diaz a UFC 183, vincendo l'incontro con una prestazione convincente; al termine della sfida venne reso noto che Silva era risultato positivo a una rilevazione antidoping e il suo avversario Diaz positivo al consumo di marijuana: il brasiliano venne punito con una squalifica che gli impedì di partecipare come allenatore a una nuova stagione del reality show The Ultimate Fighter, opposto al connazionale Mauricio Rua.
Dopo alcuni giorni venne reso noto che Silva era risultato positivo al drostanolone e all'androsterone, ovvero due tipi di steroide anabolizzante. La commissione atletica del Nevada confermò che il risultato dell'incontro tra i due lottatori non poteva essere rovesciato in un No Contest fino a che questa decisione non avesse ottenuto la maggioranza di votazioni da parte della commissione. Il 22 febbraio del 2015, Silva fu trovato positivo ad altre sostanza illegali e, nonostante che si trattasse di un esame separato, la commissione lo collegò all'evento UFC 183. Silva risultò positivo anche al farmaco oxazepam, un antidepressivo, e al temazepam, che viene impiegato per combattere l'insonnia.
Il 13 agosto si tenne l'udienza disciplinare per stabilire le sanzioni da infliggere. La difesa di Silva sostenne che il farmaco, simile al viagra, che un amico aveva dato al brasiliano dopo un viaggio in Thailandia, era stata la causa che aveva condotto Silva a non superare i due esami anti-dopaggio; inoltre la difesa inoltrò un appello per alcuni errori commessi nelle procedure delle prove effettuate dalla NSAC, uno il 19 gennaio e uno dopo la lotta, che avevano dato esito negativo. Silva ammise di aver assunto entrambe le benzodiazepine la notte prima dell'incontro come terapia per controllare la stanchezza e favorire il sonno. La commissione però respinse la difesa e condannò Silva a una sospensione annuale a partire dalla data dell’incontro; inoltre venne multato e privato dei premi aggiuntivi ottenuti con la vittoria, insieme al 30% del suo compenso, per un totale di 380.000 dollari. L'incontro, che inizialmente il brasiliano aveva vinto per decisione unanime, venne rovesciato in un no contest.
Al suo ritorno sull'ottagono il 27 febbraio 2016 affrontò l'inglese Michael Bisping in un incontro di 25 minuti, in occasione dell'evento UFC Fight Night 84. Per tutta la durata del primo round entrambi gli atleti scambiarono alcuni colpi in piedi, senza prevalere però l'uno sull'altro. Alla seconda ripresa, Silva cominciò a prendersi gioco dell'inglese con movimenti veloci delle braccia e della testa; a pochi secondi dalla fine Michael andò a segno con un gancio sinistro che mandò al tappeto Silva, da questa posizione tentò di eseguire un ground and pound e tentare di porre fine all'incontro, senza però riuscirci. A 15 secondi dal termine del terzo round, Bisping perse involontariamente il paradenti e nel tentativo di richiamare l'arbitro per poterlo riprendere, venne colpito in pieno volto da una ginocchiata in salto; per sua fortuna il tempo a disposizione terminò prima che Silva potesse chiudere l'incontro. Tra la terza e la quarta ripresa venne perso più del tempo dovuto a causa dell'incomprensione tra l'arbitro e Silva, che infatti credeva di aver vinto. Nonostante perdesse sangue in modo copioso, Bisping riuscì a portare a suo favore il quarto round. Al quinto invece fu Silva a trionfare con ripetuti colpi al volto dell'inglese. Nonostante le ferite riportate fu proprio Michael Bisping a trionfare per decisione unanime. Entrambi gli atleti vennero premiati con il riconoscimento Fight of the Night.
Il 14 maggio avrebbe dovuto affrontare Uriah Hall all'evento UFC 198. Tuttavia, a soli quattro giorni dall'inizio dell'incontro Silva venne rimosso dalla card a causa di una condizione clinica che lo portò ad effettuare un intervento per rimuovere la cistifellea.
A seguito del ritiro di Jon Jones per la tanto attesa rivincita contro Daniel Cormier, fissata per il 9 luglio a UFC 200, Silva fece pressione sulla compagnia per poterlo sostituire e permettere al campione dei mediomassimi di combattere ugualmente: infine vi riuscì, accettando il match con soli 3 giorni di preavviso. Il brasiliano motivò la sua proposta affermando di essere pronto ad aiutare l'UFC in qualsiasi momento di bisogno. Per tutta la durata dell'incontro, Silva venne ripetutamente mandato al tappeto da Cormier che rimase in posizione dominante per lunghi periodi, facendo prevalere la superiorità nella lotta libera. Nei secondi finali il brasiliano riuscì a mettere in difficoltà l'avversario con un calcio al corpo ma ciò non bastò per evitarne la sconfitta via decisione unanime dopo tre riprese. Per The Spider, osannato comunque dal pubblico, si trattò della prima sconfitta come mediomassimo, nonché della quarta negli ultimi cinque incontri.
Silva interruppe il proprio digiuno di vittorie l'11 febbraio 2017 nel co-main event di UFC 208: il brasiliano si impose per decisione unanime sul numero 8 di categoria Derek Brunson al termine di un incontro non molto esaltante e dall'esito piuttosto controverso, in quanto molti si aspettavano una decisione favorevole allo statunitense.

##### Seconda sospensione e l'addio alla UFC (2017-2020)
Il 3 giugno 2017 avrebbe dovuto affrontare Kelvin Gastelum a UFC 212 ma quest'ultimo fu rimosso dall'evento dopo essere risultato positivo alla marijuana e, nonostante ci fosse un margine di due mesi per trovare un nuovo sfidante, l'11 maggio lo stesso Silva e i rappresentanti della UFC hanno confermato che il brasiliano non parteciperà all'evento.
L'incontro con Gastelum viene dunque riorganizzato per il 25 novembre, ma due settimane prima dell'evento viene annunciato che il precedente 26 ottobre Silva ha fallito un test anti-doping della USADA, che nel luglio annuncia che il brasiliano è stato sospeso per un anno con decorrenza dal novembre e che pertanto potrà tornare a combattere solo nel novembre 2018.
Silva tornò nell'ottagono il 10 febbraio 2019 perdendo per decisione unanime contro l'emergente Israel Adesanya; entrambi gli atleti vengono premiati con il riconoscimento Fight of the Night. Seguirono per il brasiliano altri due incontri, nel maggio 2019 e ottobre 2020, rispettivamente contro l'ex massimo Jared Cannonier e il giamaicano Uriah Hall, dove, in evidente stato di declino, venne fermato prima del limite. Quello contro Hall si rivelò l'ultimo match del quarantacinquenne in UFC, che ne annunciò il licenziamento nel novembre 2020 con ancora un incontro presente nel suo contratto.

### Carriera nel pugilato
Terminata l'esperienza nelle arti marziali miste, Silva manifestò la volontà di rimanere nel mondo degli sport da combattimento. A partire dal 2021 si dedicò al mondo del pugilato professionistico, disciplina in cui si era già cimentato occasionalmente nel 1998 e 2005. Nel giugno dello stesso anno affrontò in Messico l'ex campione mondiale Julio César Chávez Jr. in un match sanzionato per le otto riprese, al termine delle quali ne uscì vincitore per decisione non unanime dei giudici.
Il brasiliano tornò sul ring l'11 settembre 2021 mettendo KO l'ex campione UFC dei pesi mediomassimi Tito Ortiz al primo round in un match di esibizione che fungeva da undercard di una sfida tra Evander Holyfield e Vítor Belfort.

## Risultati nelle arti marziali miste
| Risultato  | Record    | Avversario            | Metodo                                   | Evento                             | Data              | Round | Tempo | Città                         | Note |
| ---------- | --------- | --------------------- | ---------------------------------------- | ---------------------------------- | ----------------- | ----- | ----- | ----------------------------- | --- |
| Sconfitta  | 34-11 (1) | Uriah Hall            | KO tecnico (pugni)                       | UFC Fight Night: Hall vs. Silva    | 31 ottobre 2020   | 4     | 1:24  | Las Vegas, Stati Uniti        | |
| Sconfitta  | 34–10 (1) | Jared Cannonier       | KO tecnico (calcio alla gamba)           | UFC 237: Namajunas vs. Andrade     | 12 Maggio 2019    | 1     | 4:47  | Rio de Janeiro, Brasile       | |
| Sconfitta  | 34-9 (1)  | Israel Adesanya       | Decisione (unanime)                      | UFC 234: Adesanya vs. Silva        | 10 febbraio 2019  | 3     | 5:00  | Melbourne, Australia          | Fight of the Night |
| Vittoria   | 34-8 (1)  | Derek Brunson         | Decisione (unanime)                      | UFC 208: Holm vs. De Randamie      | 11 febbraio 2017  | 3     | 5:00  | New York, Stati Uniti         | |
| Sconfitta  | 33-8 (1)  | Daniel Cormier        | Decisione (unanime)                      | UFC 200: Tate vs. Nunes            | 9 luglio 2016     | 3     | 5:00  | Las Vegas, Stati Uniti        | |
| Sconfitta  | 33-7 (1)  | Michael Bisping       | Decisione (unanime)                      | UFC Fight Night: Silva vs. Bisping | 27 febbraio 2016  | 5     | 5:00  | Londra, Inghilterra           | Fight of the Night |
| No Contest | 33-6 (1)  | Nick Diaz             | No Contest (doping)                      | UFC 183: Silva vs. Diaz            | 31 gennaio 2015   | 5     | 5:00  | Las Vegas, Stati Uniti        | La vittoria per decisione unanime di Silva venne convertita in no contest dopo che il brasiliano risultò positivo al drostanolone e all'androsterone; Diaz risultò invece positivo alla marijuana. |
| Sconfitta  | 33-6      | Chris Weidman         | KO Tecnico (infortunio)                  | UFC 168: Weidman vs. Silva 2       | 28 dicembre 2013  | 2     | 1:16  | Las Vegas, Stati Uniti        | Per il titolo dei Pesi Medi UFC |
| Sconfitta  | 33-5      | Chris Weidman         | KO (pugni)                               | UFC 162: Silva vs. Weidman         | 6 luglio 2013     | 2     | 1:18  | Las Vegas, Stati Uniti        | Perde il titolo dei Pesi Medi UFC |
| Vittoria   | 33-4      | Stephan Bonnar        | KO Tecnico (ginocchiata e pugni)         | UFC 153: Silva vs. Bonnar          | 13 ottobre 2012   | 1     | 4:40  | Rio de Janeiro, Brasile       | Incontro di Pesi Mediomassimi |
| Vittoria   | 32–4      | Chael Sonnen          | KO Tecnico (colpi)                       | UFC 148: Silva vs. Sonnen II       | 7 luglio 2012     | 2     | 1:55  | Las Vegas, Stati Uniti        | Difende il titolo dei Pesi Medi UFC |
| Vittoria   | 31–4      | Yushin Okami          | KO Tecnico (pugni)                       | UFC 134: Silva vs. Okami           | 27 agosto 2011    | 2     | 2:04  | Rio de Janeiro, Brasile       | Difende il titolo dei Pesi Medi UFC |
| Vittoria   | 30–4      | Vítor Belfort         | KO (calcio frontale e pugni)             | UFC 126: Silva vs. Belfort         | 5 febbraio 2011   | 1     | 3:25  | Las Vegas, Stati Uniti        | Difende il titolo dei Pesi Medi UFC |
| Vittoria   | 29–4      | Chael Sonnen          | Sottomissione (armbar triangolare)       | UFC 117: Silva vs. Sonnen          | 7 agosto 2010     | 5     | 3:10  | Oakland, Stati Uniti          | Difende il titolo dei Pesi Medi UFC |
| Vittoria   | 28–4      | Demian Maia           | Decisione (unanime)                      | UFC 112: Invincible                | 10 aprile 2010    | 5     | 5:00  | Abu Dhabi, EAU                | Difende il titolo dei Pesi Medi UFC |
| Vittoria   | 27–4      | Forrest Griffin       | KO (pugno)                               | UFC 101: Declaration               | 8 agosto 2009     | 1     | 3:23  | Filadelfia, Stati Uniti       | Incontro di Pesi Mediomassimi |
| Vittoria   | 26–4      | Thales Leites         | Decisione (unanime)                      | UFC 97: Redemption                 | 18 aprile 2009    | 5     | 5:00  | Montréal, Canada              | Difende il titolo dei Pesi Medi UFC |
| Vittoria   | 25–4      | Patrick Côté          | KO Tecnico (infortunio al ginocchio)     | UFC 90: Silva vs. Côté             | 25 ottobre 2008   | 3     | 0:39  | Rosemont, Stati Uniti         | Difende il titolo dei Pesi Medi UFC |
| Vittoria   | 24–4      | James Irvin           | KO (pugni)                               | UFC Fight Night: Silva vs. Irvin   | 19 luglio 2008    | 1     | 1:01  | Las Vegas, Stati Uniti        | Incontro di Pesi Mediomassimi |
| Vittoria   | 23–4      | Dan Henderson         | Sottomissione (rear naked choke)         | UFC 82: Pride of a Champion        | 1º marzo 2008     | 2     | 4:50  | Columbus, Stati Uniti         | Unifica il titolo con il titolo dei Pesi Medi Pride |
| Vittoria   | 22–4      | Rich Franklin         | KO Tecnico (ginocchiate)                 | UFC 77: Hostile Territory          | 20 ottobre 2007   | 2     | 1:07  | Cincinnati, Stati Uniti       | Difende il titolo dei Pesi Medi UFC |
| Vittoria   | 21–4      | Nate Marquardt        | KO Tecnico (pugni)                       | UFC 73: Stacked                    | 7 luglio 2007     | 1     | 4:50  | Sacramento, Stati Uniti       | Difende il titolo dei Pesi Medi UFC |
| Vittoria   | 20–4      | Travis Lutter         | KO Tecnico (Sottomissione alle gomitate) | UFC 67: All or Nothing             | 3 febbraio 2007   | 2     | 2:11  | Las Vegas, Stati Uniti        | |
| Vittoria   | 19–4      | Rich Franklin         | KO (ginocchiata)                         | UFC 64: Unstoppable                | 14 ottobre 2006   | 1     | 2:59  | Las Vegas, Stati Uniti        | Vince il titolo dei Pesi Medi UFC |
| Vittoria   | 18–4      | Chris Leben           | KO (ginocchiata)                         | UFC Ultimate Fight Night 5         | 28 giugno 2006    | 1     | 0:49  | Las Vegas, Stati Uniti        | Debutto in UFC |
| Vittoria   | 17–4      | Tony Fryklund         | KO (gomitata)                            | Cage Rage 16                       | 22 aprile 2006    | 1     | 2:02  | Londra, Regno Unito           | Difende il titolo dei Pesi Medi Cage Rage |
| Sconfitta  | 16–4      | Yushin Okami          | Squalifica (calcio illegale)             | Rumble on the Rock 8               | 20 gennaio 2006   | 1     | 2:33  | Honolulu, Stati Uniti         | Torneo dei Pesi Welter ROTR, Quarti di finale |
| Vittoria   | 16–3      | Curtis Stout          | KO (pugni)                               | Cage Rage 14                       | 3 dicembre 2005   | 1     | 4:59  | Londra, Regno Unito           | Difende il titolo dei Pesi Medi Cage Rage |
| Vittoria   | 15–3      | Jorge Rivera          | KO Tecnico (ginocchiate e pugni)         | Cage Rage 11                       | 30 aprile 2005    | 2     | 3:53  | Londra, Regno Unito           | Difende il titolo dei Pesi Medi Cage Rage |
| Sconfitta  | 14–3      | Ryo Chonan            | Sottomissione (flying scissor heel hook) | Pride Shockwave 2004               | 31 dicembre 2004  | 3     | 3:08  | Saitama, Giappone             | |
| Vittoria   | 14–2      | Lee Murray            | Decisione (unanime)                      | Cage Rage 8                        | 11 settembre 2004 | 3     | 5:00  | Londra, Regno Unito           | Vince il titolo dei Pesi Medi Cage Rage |
| Vittoria   | 13–2      | Jeremy Horn           | Decisione (unanime)                      | Gladiator FC: Day 2                | 27 giugno 2004    | 3     | 5:00  | Seul, Corea del Sud           | |
| Vittoria   | 12–2      | Waldir dos Anjos      | KO Tecnico (stop medico)                 | Conquista Fight 1                  | 20 dicembre 2003  | 1     | 5:00  | Vitória da Conquista, Brasile | |
| Sconfitta  | 11–2      | Daiju Takase          | Sottomissione (triangolo)                | Pride 26: Bad to the Bone          | 8 giugno 2003     | 1     | 8:33  | Yokohama, Giappone            | |
| Vittoria   | 11–1      | Carlos Newton         | KO (ginocchiata in salto e pugni)        | Pride 25: Body Blow                | 16 marzo 2003     | 1     | 6:27  | Yokohama, Giappone            | |
| Vittoria   | 10–1      | Alexander Otsuka      | Decisione (unanime)                      | Pride 22: Beasts From The East 2   | 29 settembre 2002 | 3     | 5:00  | Nagoya, Giappone              | |
| Vittoria   | 9–1       | Alex Stiebling        | KO Tecnico (stop medico)                 | Pride 21: Demolition               | 23 giugno 2002    | 1     | 1:23  | Saitama, Giappone             | Debutto nei Pesi Medi Pride |
| Vittoria   | 8–1       | Roan Carneiro         | KO Tecnico (Sottomissione ai pugni)      | Mecca: World Vale Tudo 6           | 31 gennaio 2002   | 1     | 5:32  | Curitiba, Brasile             | |
| Vittoria   | 7–1       | Hayato Sakurai        | Decisione (unanime)                      | Shooto: To The Top 7               | 26 agosto 2001    | 3     | 5:00  | Osaka, Giappone               | Vince il titolo dei Pesi Medi Shooto |
| Vittoria   | 6–1       | Israel Albuquerque    | KO Tecnico (sottomissione ai pugni)      | Mecca: World Vale Tudo 5           | 9 giugno 2001     | 1     | 6:17  | Curitiba, Brasile             | |
| Vittoria   | 5–1       | Tetsuji Kato          | Decisione (unanime)                      | Shooto: To The Top 2               | 2 marzo 2001      | 3     | 5:00  | Tokyo, Giappone               | Debutto nei Pesi Medi Shooto |
| Vittoria   | 4–1       | Claudionor Fontinelle | KO Tecnico (pugni e ginocchiate)         | Mecca: World Vale Tudo 4           | 16 dicembre 2000  | 1     | 4:35  | Curitiba, Brasile             | |
| Vittoria   | 3–1       | Jose Barreto          | KO Tecnico (calcio alla testa e pugni)   | Mecca: World Vale Tudo 2           | 12 agosto 2000    | 1     | 1:06  | Curitiba, Brasile             | |
| Sconfitta  | 2–1       | Luiz Azeredo          | Decisione (unanime)                      | Mecca: World Vale Tudo 1           | 27 maggio 2000    | 2     | 10:00 | Curitiba, Brasile             | |
| Vittoria   | 2–0       | Fabrício Camões       | KO Tecnico (ritiro)                      | Brazilian Freestyle Circuit 1      | 25 giugno 1997    | 1     | 25:14 | Campo Grande, Brasile         | |
| Vittoria   | 1–0       | Raimundo Pinheiro     | Sottomissione (rear naked choke)         | Brazilian Freestyle Circuit 1      | 25 giugno 1997    | 1     | 1:53  | Campo Grande, Brasile         | |

## Filmografia
- I mercenari - The Expendables (The Expendables), regia di Sylvester Stallone (2010)
- Inferno: The Making of 'The Expendables', regia di John Herzfeld (2010) - Documentario
- Ainda Bem, cantata da Marisa Monte (2011) - Video Musicale *(EN)  Ainda Bem su youtube.com